# Olympische Sommerspiele 1936/Teilnehmer (Kanada)
| Gelbes Symbol für Goldmedaillen mit stilisierten Olympischen Ringen | Graues Symbol für Silbermedaillen mit stilisierten Olympischen Ringen | Braundes Symbol für Bronzemedaillen mit stilisierten Olympischen Ringen |
| ------------------------------------------------------------------- | --------------------------------------------------------------------- | ----------------------------------------------------------------------- |
| 1                                                                   | 3                                                                     | 5                                                                       |

Kanada nahm an den Olympischen Sommerspielen 1936 in Berlin mit einer Delegation von 95 Athleten teil. Insgesamt konnte Kanada während seiner neunten Teilnahme an Olympischen Sommerspielen neun Medaillen erringen, es liegt damit auf Platz 17 des Medaillenspiegels. Das Ergebnis war damals das bisher drittbeste Abschneiden der kanadischen Equipe, gleichzeitig mit Antwerpen (1920) und nach London (16 ×) sowie Amsterdam und Los Angeles (je 15 ×).

## Medaillengewinner

### Gold
| Name        | Sportart | Wettkampf             |
| ----------- | -------- | --------------------- |
| Frank Amyot | Kanu     | Einer-Canadier 1000 m |

### Silber
| Name | Sportart       | Wettkampf                |
| --- | -------------- | ------------------------ |
| Gordon Aitchison Ian Allison Arthur Chapman Chuck Chapman Edward Dawson Irving Meretsky Stanley Nantais James Stewart Malcolm Wiseman Doug Peden | Basketball     | Basketball               |
| John Loaring | Leichtathletik | 400 m Hürden             |
| Frank Saker Harvey Charters | Kanu           | Zweier-Canadier 10.000 m |

### Bronze
| Name                                                          | Sportart       | Wettkampf                   |
| ------------------------------------------------------------- | -------------- | --------------------------- |
| Dorothy Brookshaw Mildred Dolson Hilda Cameron Aileen Meagher | Leichtathletik | 4 × 100 m Staffel der Damen |
| Elizabeth Taylor                                              | Leichtathletik | 80 m Hürden                 |
| Phil Edwards                                                  | Leichtathletik | 800 m                       |
| Frank Saker Harvey Charters                                   | Kanu           | Zweier-Canadier 1000 m      |
| Joseph Schleimer                                              | Ringen         | Freistil Weltergewicht      |

## Teilnehmer nach Sportart

### Basketball
Männer – Silber 
- Gordon Aitchison
- Ian Allison
- Arthur Chapman
- Chuck Chapman
- Edward Dawson
- Irving Meretsky
- Stanley Nantais
- James Stewart
- Malcolm Wiseman
- Doug Peden

### Boxen
Männer
- Oliver Shanks (Leichtschwergewicht)
- William Marquart (Federgewicht)
- Harvey Lacelle (Bantamgewicht)
- Maurice Camyré (Weltergewicht)

### Fechten
Männer
- George Tully (Florett Mannschaft, Degen Einzel und Mannschaft, Säbel Einzel und Mannschaft)
- Charles Otis (Florett Einzel und Mannschaft, Degen Einzel, Säbel Einzel und Mannschaft)
- Ernest Dalton (Florett Einzel und Mannschaft, Degen Einzel und Mannschaft, Säbel Mannschaft)
- Don Collinge (Florett Einzel und Mannschaft, Degen Einzel, Säbel Einzel und Mannschaft)
- Bertrand Boissonnault (Florett Mannschaft, Degen Einzel)

Frauen
- Aileen Thomas (Florett Einzel)
- Kathleen Hughes-Hallett (Florett Einzel)
- Nancy Archibald (Florett Einzel)

### Kanu
Männer
- Frank Willis (Zweier-Kajak 1000 m, Zweier-Kajak (Faltboot) 10.000 m)
- Bill Williamson (Einer-Kajak 1000 m)
- Stanley Potter (Zweier-Kajak (Faltboot) 10.000 m)
- Gordon Potter (Zweier-Kajak 10.000 m)
- Edward Deir (Zweier-Kajak 1000 m, Zweier-Kajak 10.000 m)
- Frank Amyot (Einer-Kajak 1000 m, Einer-Canadier 1000 m – Gold )
- Frank Saker (Zweier-Canadier 1000 m – Bronze , Zweier-Canadier 10.000 m – Silber )
- Harvey Charters (Zweier-Canadier 1000 m – Bronze , Zweier-Canadier 10.000 m – Silber )

### Kunstwettbewerbe
Männer
- Tait McKenzie (Bildhauerkunst)

### Leichtathletik
Männer
- Percy Wyer (Marathon)
- James Worrall (110 m Hürden, 400 m Hürden)
- Harold Webster (Marathon)
- Milton Wallace (5000 m, 10.000 m)
- Hugh Thompson (1500 m)
- Sam Richardson (4 × 100 m Staffel, Weitsprung, Dreisprung)
- Scotty Rankine (5000 m, 10.000 m)
- Lee Orr (100 m, 200 m, 4 × 100 m Staffel)
- Larry O’Connor (110 m Hürden)
- Howard McPhee (100 m, 200 m, 4 × 100 m Staffel)
- Marshall Limon (400 m, 4 × 400 m Staffel)
- Jack Liddle (800 m, 1500 m)
- Bruce Humber (100 m, 200 m, 4 × 100 m Staffel)
- Joe Haley (Hochsprung)
- William Fritz (400 m, 4 × 400 m Staffel)
- Jim Courtright (Speerwerfen)
- Ab Conway (800 m)
- James Bartlett (Marathon)
- Syl Apps (Stabhochsprung)
- Phil Edwards (800 m – Bronze , 1500 m, 4 × 400 m Staffel)
- John Loaring (400 m, 400 m Hürden – Silber , 4 × 400 m Staffel)

Frauen
- Margaret Bell (Hochsprung)
- Roxanne Atkins (80 m Hürden)
- Elizabeth Taylor (80 m Hürden – Bronze )
- Aileen Meagher (100 m, 4 × 100 m Staffel – Bronze )
- Mildred Dolson (100 m, 4 × 100 m Staffel – Bronze )
- Hilda Cameron (100 m, 4 × 100 m Staffel – Bronze )
- Dorothy Brookshaw (4 × 100 m Staffel – Bronze )

### Radsport
Männer
- George Turner (Straßenrennen Einzel und Mannschaft, 4000 m Mannschaftsverfolgung)
- Rusty Peden (Straßenrennen Einzel und Mannschaft)
- Doug Peace (Sprint)
- Bob McLeod (1000 m Zeitfahren, 4000 m Mannschaftsverfolgung)
- George Crompton (Straßenrennen Einzel und Mannschaft, 4000 m Mannschaftsverfolgung)
- Lionel Coleman (Straßenrennen Einzel und Mannschaft, 4000 m Mannschaftsverfolgung)

### Ringen
Männer
- Howie Thomas (Freistil, Leichtgewicht)
- Vern Pettigrew (Freistil, Federgewicht)
- Terry Evans (Freistil, Mittelgewicht)
- George Chiga (Freistil, Schwergewicht)
- Joseph Schleimer (Freistil, Weltergewicht – Bronze )

### Rudern
Männer
- Ben Sharpe (Achter)
- Sandy Saunders (Achter)
- Grey McLeish (Achter)
- Charles Matteson (Achter)
- George MacDonald (Achter)
- Cedric Liddell (Achter)
- Joe Harris (Achter)
- Harry Fry (Achter)
- Jack Cunningham (Achter)
- Charles Campbell (Einer)

### Segeln
Männer
- Reginald Dixon (O-Jolle)

### Schwimmen
Männer
- Bill Puddy (200 m Brust)
- Robert Pirie (400 m Freistil, 1500 m Freistil, 4 × 200 m Freistil Staffel)
- George Larson (100 m Freistil)
- Gordon Kerr (100 m Rücken)
- Robert Hooper (400 m Freistil, 1500 m Freistil, 4 × 200 m Freistil Staffel)
- Robert Hamerton (100 m Freistil, 400 m Freistil, 1500 m Freistil, 4 × 200 m Freistil Staffel)
- Gerald Clawson (200 m Brust)
- Munroe Bourne (100 m Freistil, 4 × 200 m Freistil, 100 m Rücken)

Frauen
- Margaret Stone (100 m Freistil, 4 × 100 m Freistil Staffel)
- Irene Pirie-Milton (100 m Freistil, 4 × 100 m Freistil Staffel)
- Noel Oxenbury (100 m Rücken)
- Mary McConkey (4 × 100 m Freistil Staffel, 100 m Rücken)
- Joan Langdon (200 m Brust)
- Phyllis Dewar (100 m Freistil, 4 × 100 m Freistil Staffel)

### Wasserspringen
Männer
- George Athans (Turmspringen)

Frauen
- Thelma Boughner (Kunstspringen, Turmspringen)
- Lynda Adams (Kunstspringen, Turmspringen)